# Дрисвятский замок
Дрисвятский замок (бел. Дрысвяцкі замак) — замок, существовавший в XIV—XVII веках на острове Замок озера Дрисвяты (ныне на территории Браславского района Витебской области).

## Описание
Замок был построен на месте древнего городища времён днепро-двинской культуры и Киевской Руси. Его площадка размером 75х50 метров была обнесена валом: со стороны озера высотой 1—1,5 метров, а со стороны острова — около 5 метров. Древнее ядро замка в течение X—XVI веков четырежды подсыпалось с одновременной вымосткой склонов камнями. С берегом замок соединяли два моста. Рядом с замком на острове находилось местечко Дрисвяты с рынком и тремя улицами.
В конце XIV — начале XV веков на острове стоял двор великого князя литовского Витовта, позднее — великого князя Александра. С 1542 года им владел Ян Юрьевич Глебович. Сохранилось описание замка от 1662 года: «на горе над озером Дрисвятским есть 3 башни без крыш, осевшие, сгнившие, есть немного стен со стороны фольварка, но и те трухлявые и разрушаются».
Замок перестал существовать во второй половине XVII века. Вскоре, после пожара, жители перенесли местечко с острова на восточный берег озера.
На сегодняшний день от замка сохранилось только замчище. Его археологические исследования проводились в 1955—1956 годах Леонидом Алексеевым, в 1970, 1976 и 1980 годах — Михаилом Ткачёвым.

## Галерея
- Шведский план Дрисвят XVII века.
- Замчище на фотоснимке 1920-х гг.
- Старинный каменный крест на острове. Снимок 1920-х гг.